# Алексич, Стеван

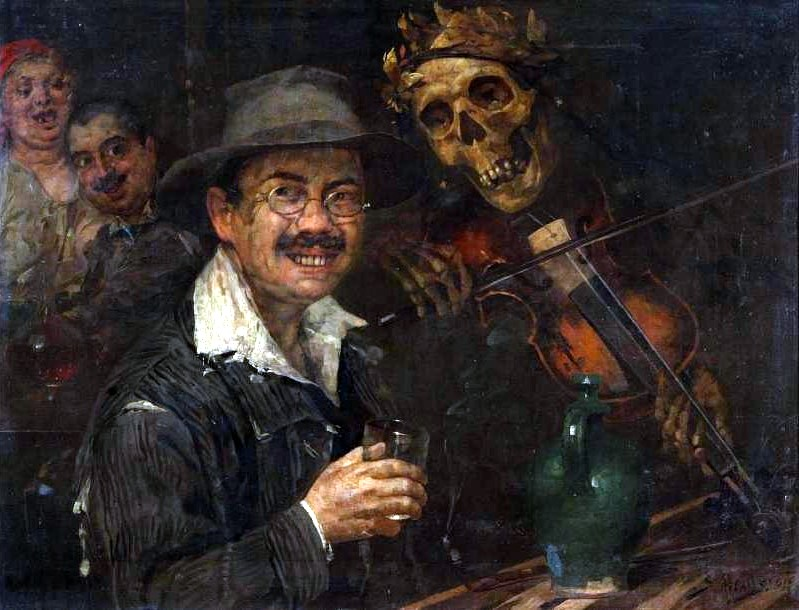
Автопортрет со Смертью

Стеван Але́ксич (серб. Стеван Алексић; 23 декабря 1876, Арад, Кришана, Австро-Венгрия (ныне Румыния) — 2 ноября 1923, Воеводина, Королевство Югославия) — сербский живописец.

## Биография
Потомственный художник. Его отец Душан и дед Никола также были художниками. Первые уроки живописи получил в семье. В 1895 году отправился на учёбу в Мюнхен, где сначала брал частные уроки живописи, а позже поступил в Академию художеств. Ученик профессора Николаоса Гизиса.
После смерти отца, в 1900 году, решил прекратить учёбу и переехал в Воеводину (Северная Сербия), где жил и творил всю оставшуюся жизнь.
Умер 2 ноября 1923 года.

## Творчество
Стеван Алексич — один из известнейших сербских художников конца XIX — начала XX века. Представитель Мюнхенской школы в изобразительном искусстве.
Портретист. Создал ряд жанровых полотен, картин исторического и религиозного жанра. Иконописец. Принимал участие в украшении и росписи более 20 церквей (например, собора Святого Георгия в Нови Саде, Преображенской церкви в Панчеве, Введенской церкви в Большом Бечкереке (сейчас Зренянин), Бешеновском монастыре, в Араде, Вуковаре, Тимишоара, с. Бешка и других). Создал около 100 икон и большое количество настенных композиций, фресок, шестидесяти рисунков и эскизов, занимался реставрированием картин своего деда Николы Алексича.
Алексич создал около 230 картин. Наиболее важная часть работ Стевана Алексича относится к живописи символизма и демонстрирует многообразие творческих направлений этого художника.
Известен также серией автопортретов, датированных 1895—1922 годами, которые наглядно иллюстрируют эволюцию его стиля и техники.

## Галерея

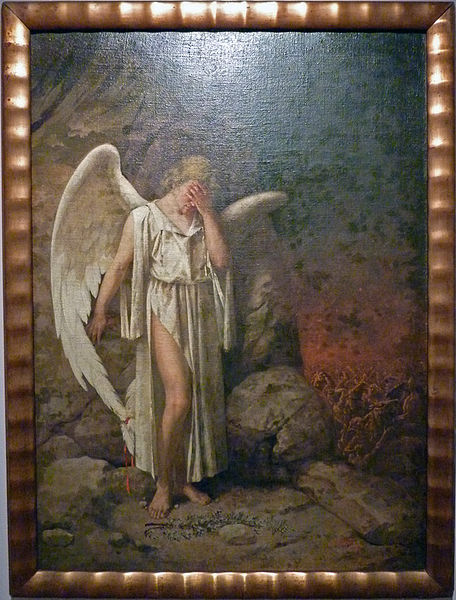
Скорбящий ангел
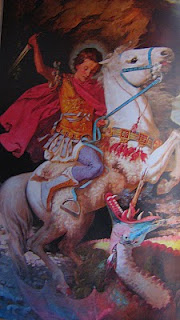
Святой Георгий убивающий змея
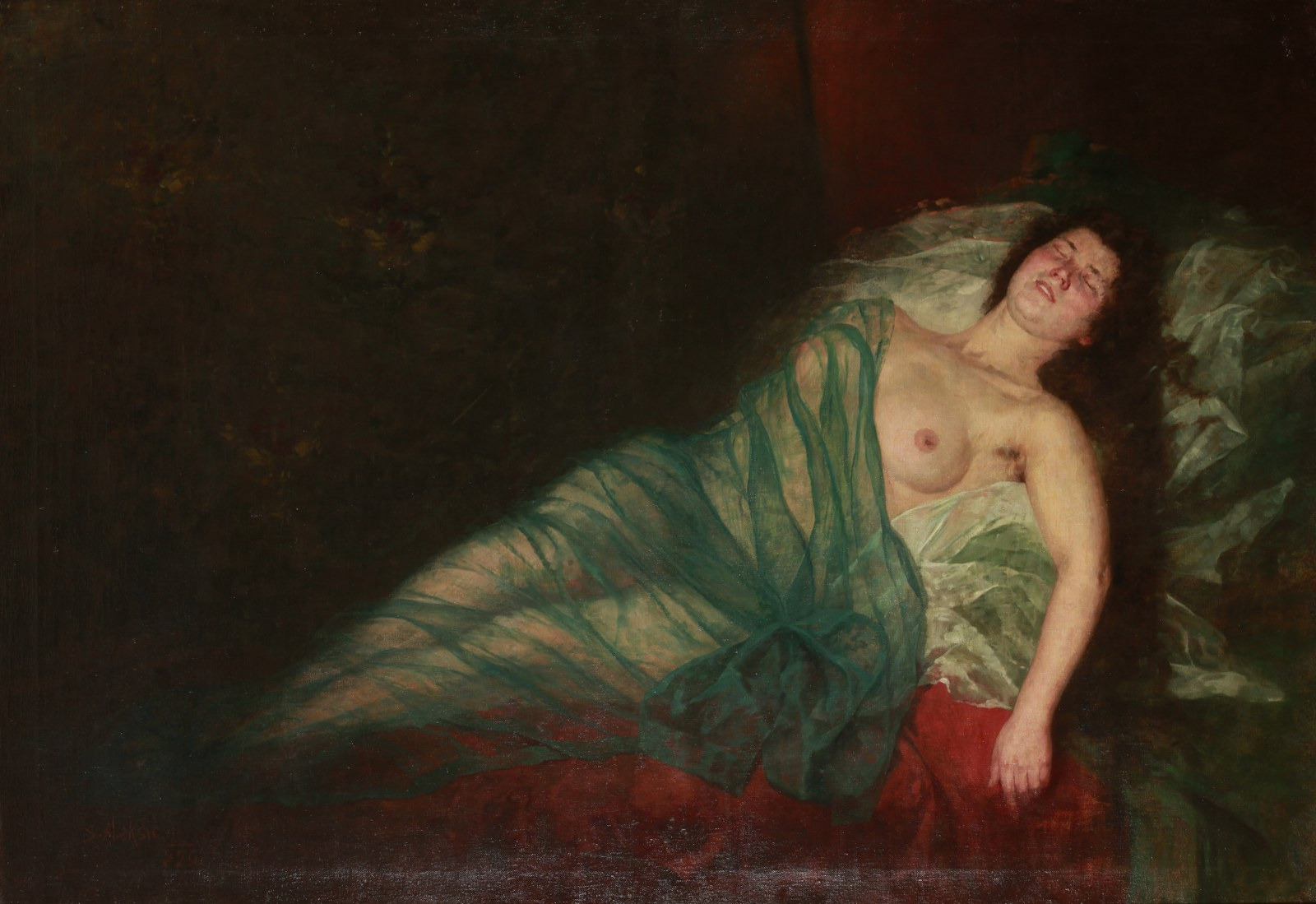
Обнажённая женщина
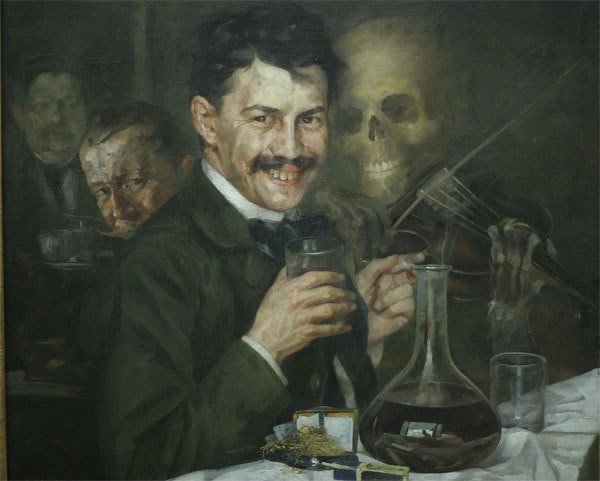
Автопортрет в кафе
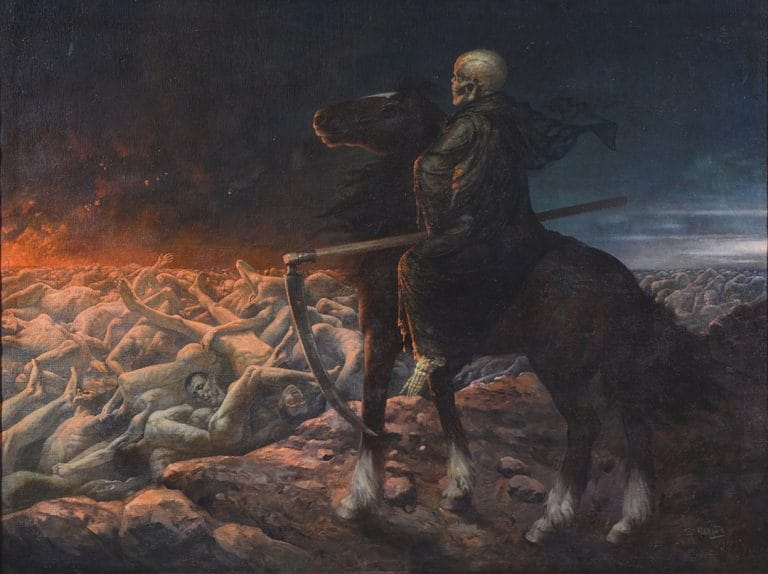
Жнец
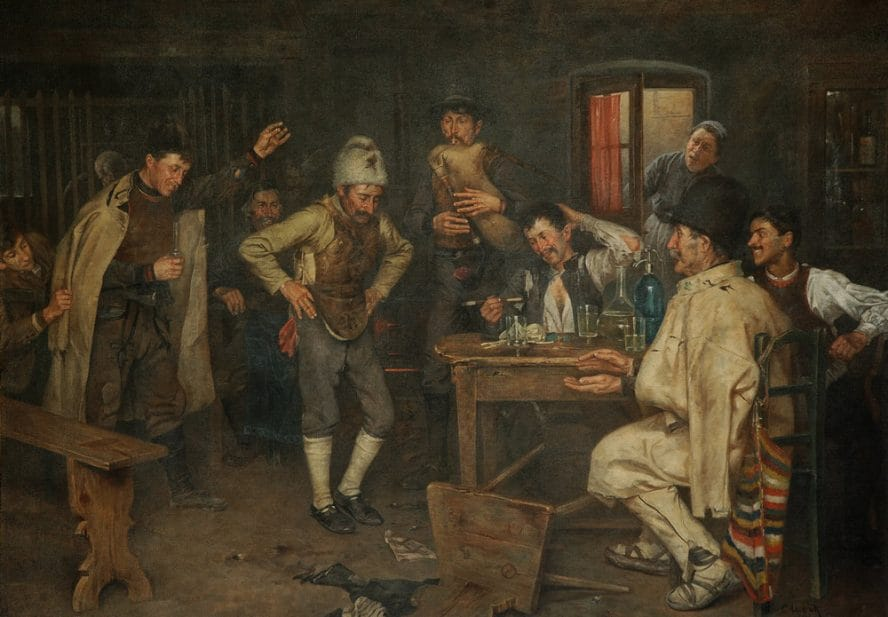
Весёлые баначаны
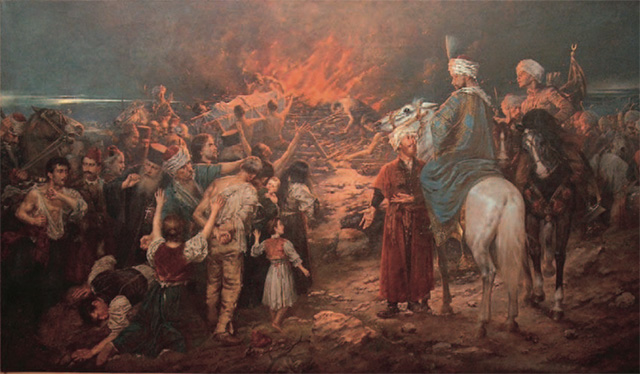
Сожжение моста Святого Савы